# Uhlenhorster Kanal

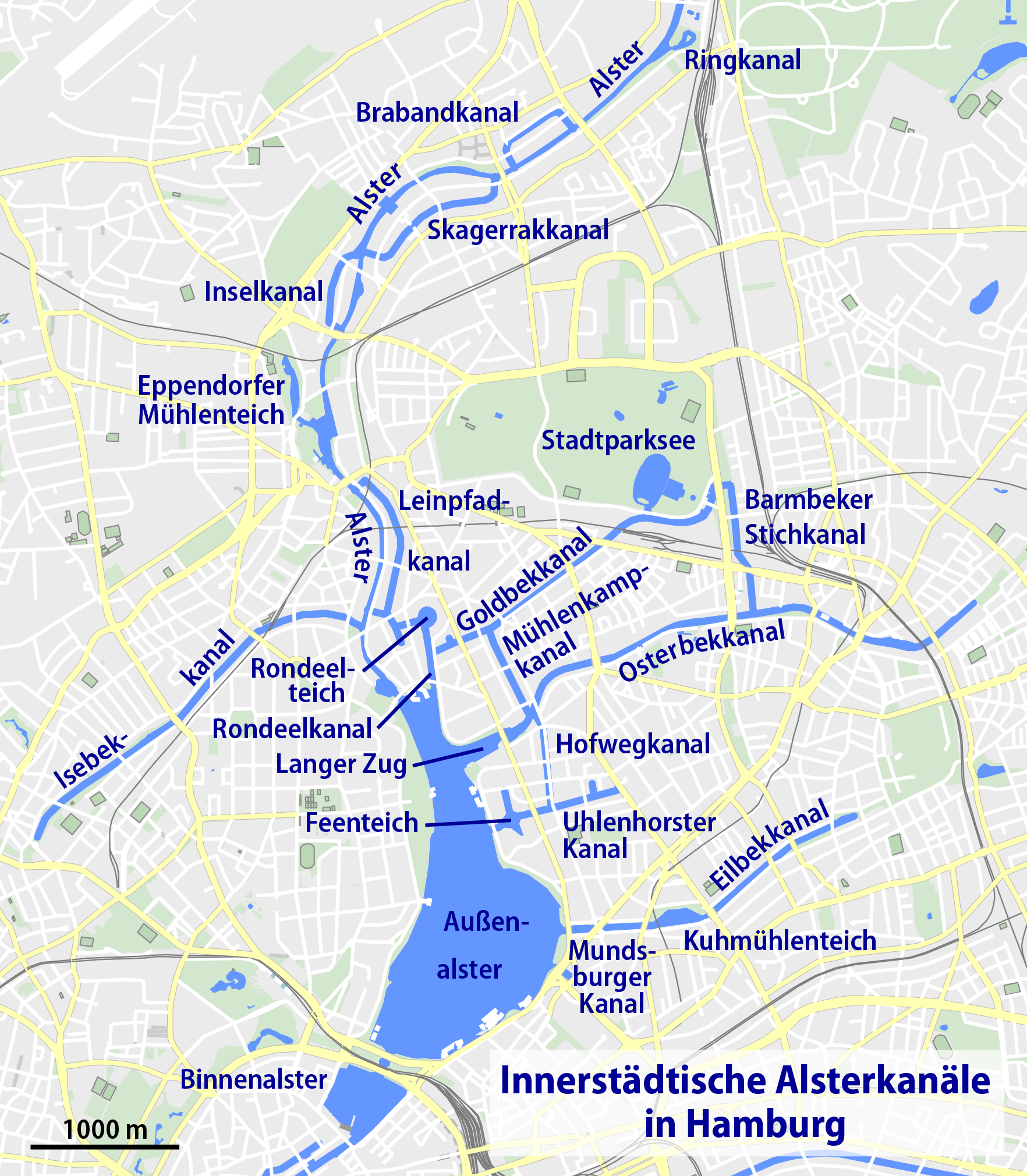
Innerstädtische Kanäle von Hamburg

Der Uhlenhorster Kanal ist ein Kanal im Hamburger Stadtteil Uhlenhorst.

## Geschichte
Die heutige Uhlenhorst wurde erstmals im Jahr 1256 urkundlich erwähnt. Damals trug das Gebiet den Namen „Papenhude“. Es handelte sich um größtenteils sumpfiges Weideland, das sich zunächst nicht für Bebauung eignete und über die Jahrhunderte Anlass für Streitigkeiten um die Weiderechte gab.
Im Jahr 1865 schloss der damalige Besitzer der Uhlenhorst, der Unternehmer und Spekulant August Abendroth, die Kanalisierung des Gebietes ab. Dadurch wurde die Uhlenhorst als Bauland erschlossen, indem die Kanäle Feuchtigkeit in die Alster ableiteten, während das Grundniveau durch den Aushub erhöht wurde. Viele der hierbei entstandenen Kanäle wurden später wieder zugeschüttet, aber der Uhlenhorster Kanal, der Hofwegkanal und ihre Stichkanäle blieben bestehen. Die südlich gelegene Parallelstraße des Uhlenhorster Kanals erhielt den Namen „Canalstraße“.

## Verlauf
Der Uhlenhorster Kanal erstreckt sich über 653 m vom Feenteich (Lage) westlich der Alster bis zum Winterhuder Weg (Lage), einem Abschnitt der Bundesstraße 5, der die Grenze zwischen den Stadtteilen Uhlenhorst und Barmbek-Süd markiert. Die Herbert-Weichmann-Brücke, die Arndtstraßenbrücke und die Hofwegbrücke führen über den Uhlenhorster Kanal. Über den Hofwegkanal ist er zudem mit dem Langen Zug zwischen der Alster und dem Osterbekkanal verbunden.

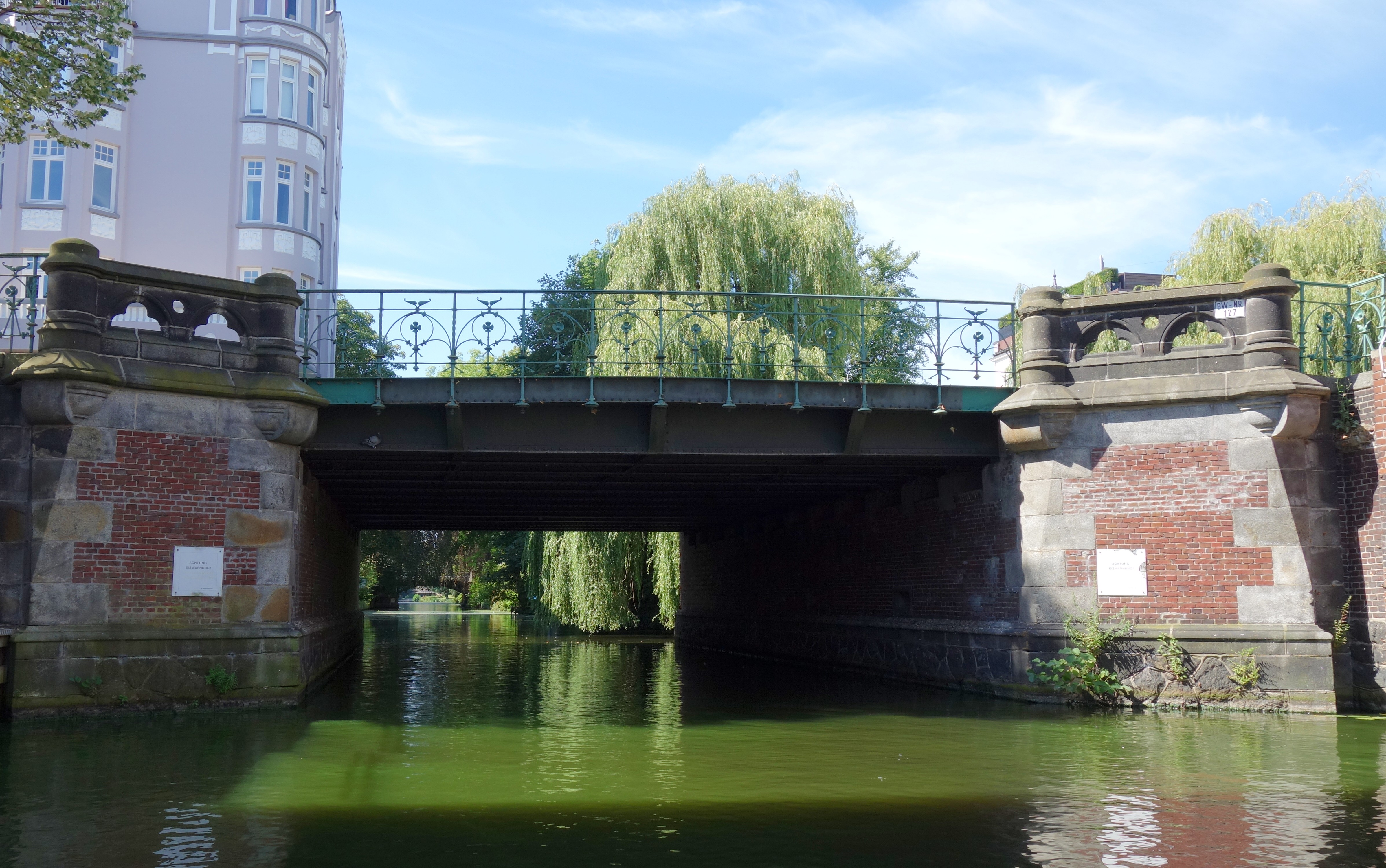
Hofwegbrücke
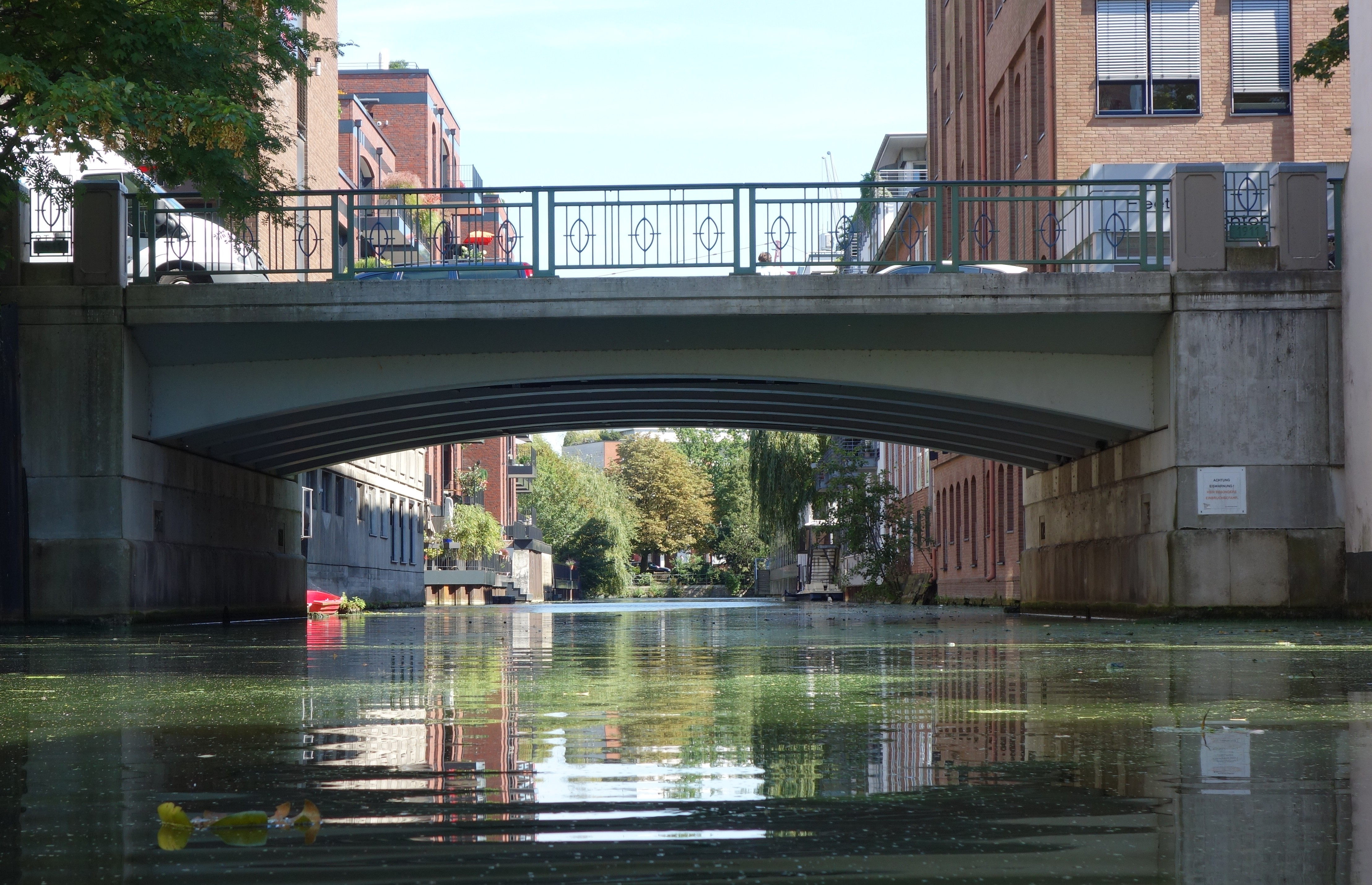
Arndtstraßenbrücke
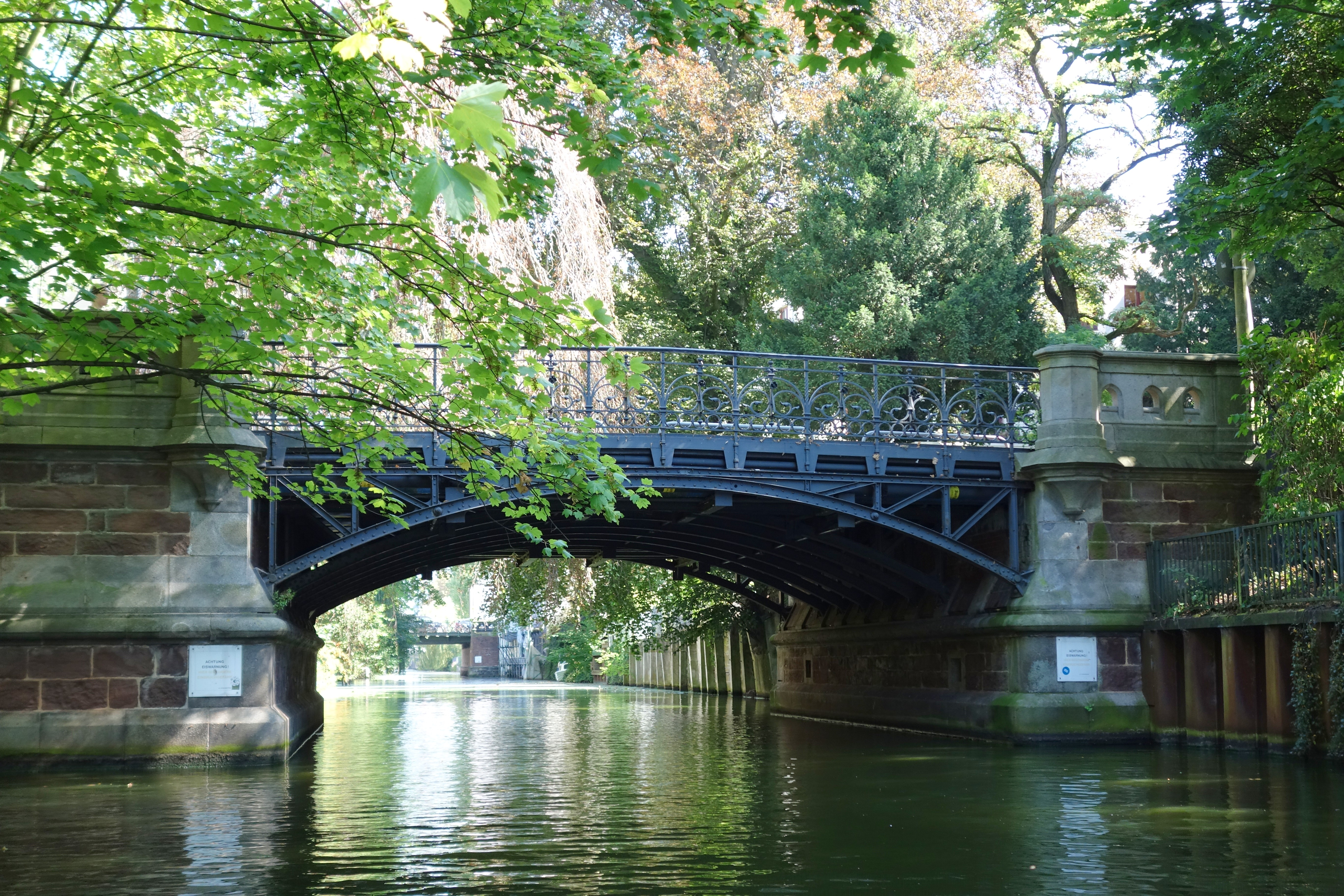
Herbert-Weichmann-Brücke
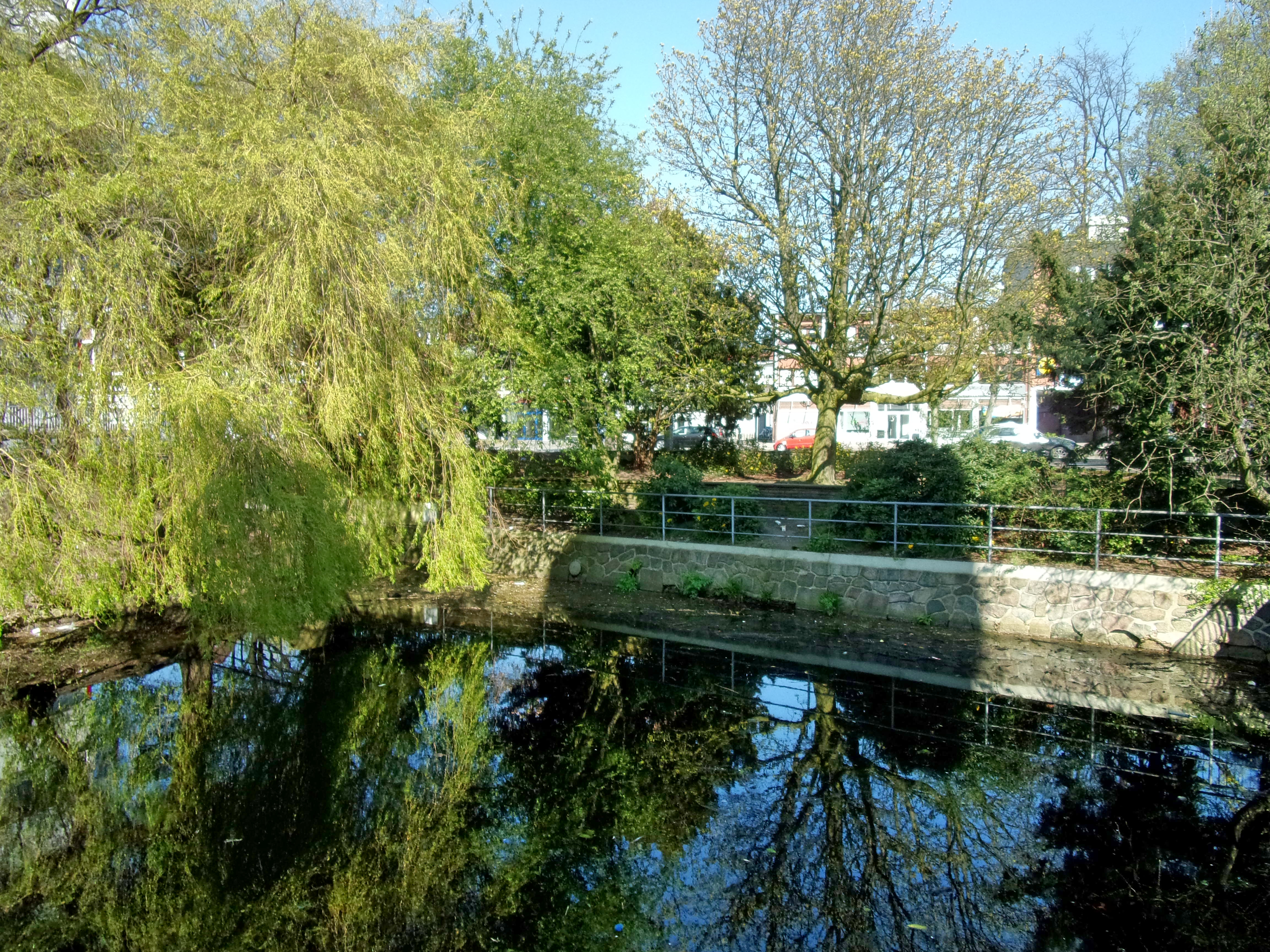
Becken an der B5

Am Feenteich, der früher als „Bassin“ bezeichnet wurde, ist der Uhlenhorster Kanal von Grünflächen gesäumt und hat eine niedrige Uferböschung. Diese ist geprägt durch die Gärten der Anrainer, teilweise mit Baumbestand und zieht sich über mehr als zweihundert Meter in westliche Richtung hin bis fast zur Einmündung des Hofwegkanals bei der Hofwegbrücke. Hinter der Brücke ist der Kanal bis zum Winterhuder Weg beidseitig durch hohes Mauerwerk oder Uferbefestigungen aus Beton und Metall eingefriedet. Während der Kanal bis hierhin im Wesentlichen entlang von Privatgrundstücken und Wohnhäusern verläuft, befinden sich an den Ufern zwischen Hofwegbrücke und Winterhuder Weg größtenteils Büro- und Geschäftsgebäude. Zwischen der Arndtstraße und dem Stormsweg erstreckt sich ein kleiner Stichkanal in nördliche Richtung. Im Jahr 1885 existierte parallel zu diesem noch ein weiterer kurzer Stichkanal und auch das Becken am Winterhuder Weg hatte eine deutlich größere Ausdehnung.